# تورکینچا
تورکینچا (به لاتین: Turkincha) روستایی در بلغارستان است که در دریانووو واقع شده‌است.